# Явор (Белхатовський повіт)
Явор (пол. Jawor) — село в Польщі, у гміні Зелюв Белхатовського повіту Лодзинського воєводства.
Населення — 190 осіб (2011).
У 1975-1998 роках село належало до Пйотрковського воєводства.

## Демографія
Демографічна структура станом на 31 березня 2011 року:
|          | Загалом | Допрацездатний вік | Працездатний вік | Постпрацездатний вік |
| -------- | ------- | ------------------ | ---------------- | -------------------- |
| Чоловіки | 102     | 28                 | 64               | 10                   |
| Жінки    | 88      | 15                 | 50               | 23                   |
| Разом    | 190     | 43                 | 114              | 33                   |